# ヤン・リーフェンス
ヤン・リーフェンス (Jan Lievens, 1607年10月24日 –1674年6月4日) は、オランダの画家。同じ工房でレンブラントと競い合った事でも知られている。

## 生涯
ライデン生まれ。画家のアルノルト・ホウブラーケンによると、リーフェンスの父親はタペストリー職人であった。リーフェンスは10歳頃にピーテル・ラストマンの元に送られ、2年間修業したという。つまり12歳の時に一人前の画家として活動し始めた訳である。若くして才能を認められたリーフェンスは神童として有名になった。特にコルネリス・ファン・ハールレムの作品の模写『デモクリトスとヘラクレイトス』と、自身の母親の肖像画は高い評価を得ていた。マウリッツ (オラニエ公)は彼の作品に目を止め、1620年頃には若い男性が読書する等身大の作品を購入している。リーフェンスは自分の作品を英国大使に渡し、ジェームズ1世 (イングランド王)に献上されるようにした。そのためにリーフェンスは31歳でイングランドの宮廷に招かれている。イングランドから戻った後はアントワープに落ち着き、1638年に結婚している。当時リーフェンスは貴族や市長たちから多くの依頼を受けていた。ホウブラーケンによると『スキピオの自制』はライデンの市庁舎のために描かれた作品である。ヨースト・ファン・デン・フォンデルの詩の中では、リーフェンスがアムステルダムの市長の部屋のために描いた作品に言及されている。 
リーフェンスは1626年から1631年までレンブラントと共同で工房を構えていた。二人が競作した絵画は素描やエッチングを含めると24ほどになる。リーフェンスは等身大の作品に優れ、そのドラマティックな構成はカラヴァッジョからの影響が見られる。二人は1631年に別れ、レンブラントはアムステルダムに、リーフェンスはイングランドに移った。
イングランド時代には第21代アランデル伯トマス・ハワードの肖像を描き、またアンソニー・ヴァン・ダイクの影響を受けた。また、アントワープではアドリアーン・ブラウエルと共同制作した。デン・ハーグとベルリンで宮廷画家として活躍した後、1655年にアムステルダムに戻った。最初の妻が亡くなった後、1648年にヤン・デ・ブライの姉妹と再婚している。1672年以降は経済的な問題を抱えるようになり、死後には借金が残ったようである。

## ギャラリー

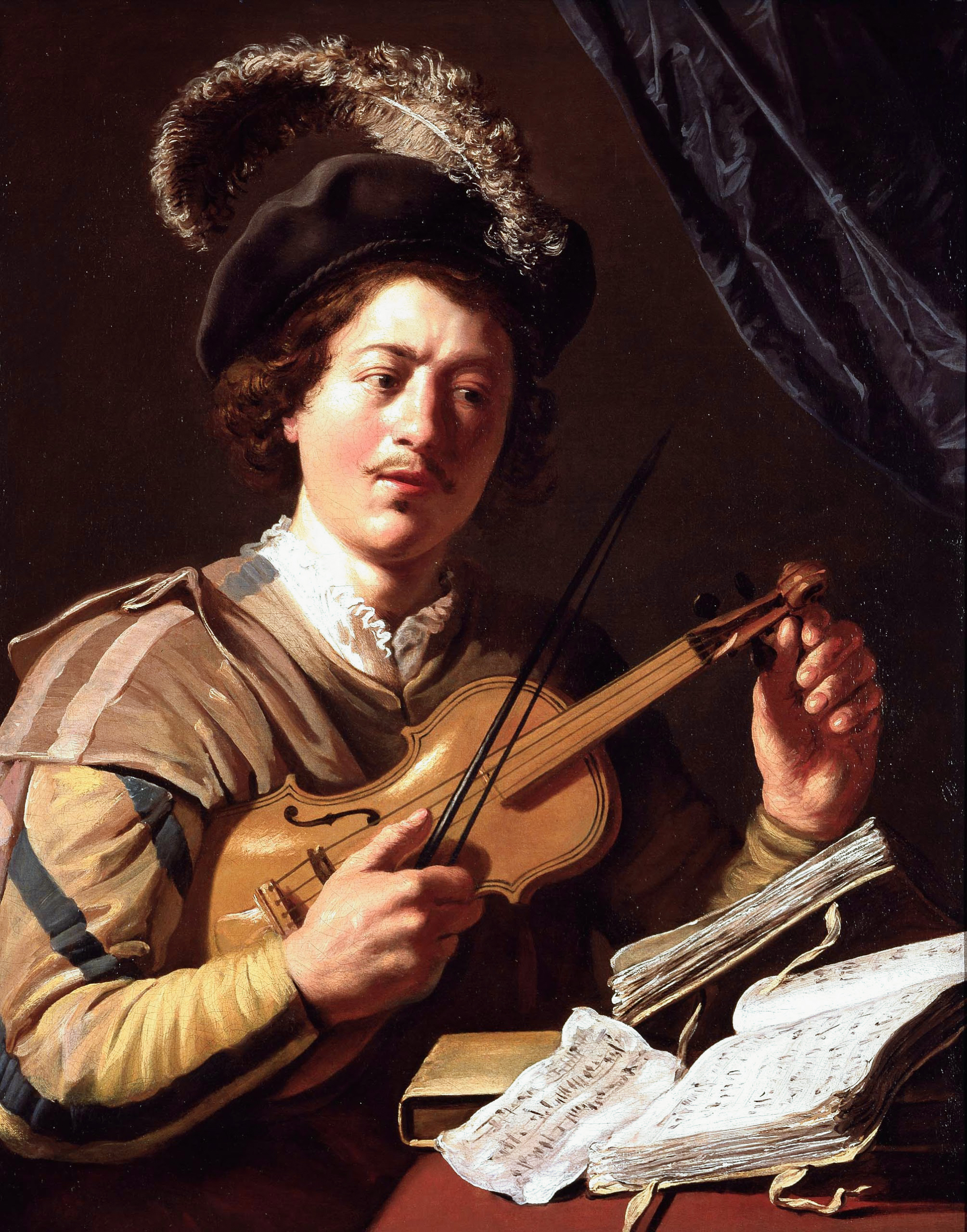
『ヴァイオリン弾き』(1625年頃)
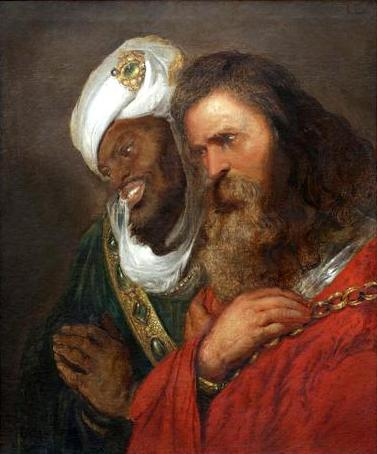
サラーフッディーンとギー・ド・リュジニャン(1625年頃)
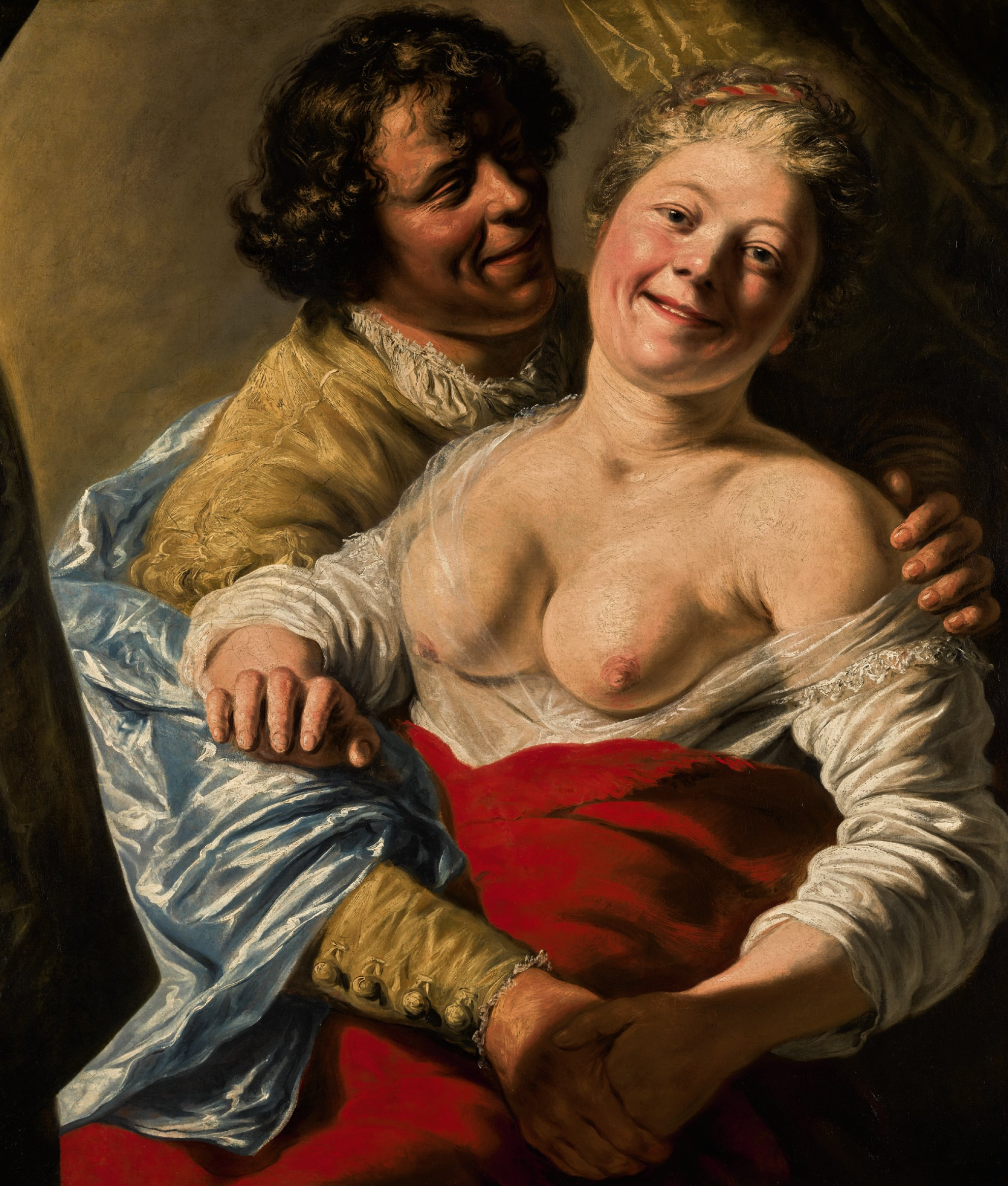
男に抱かれている女
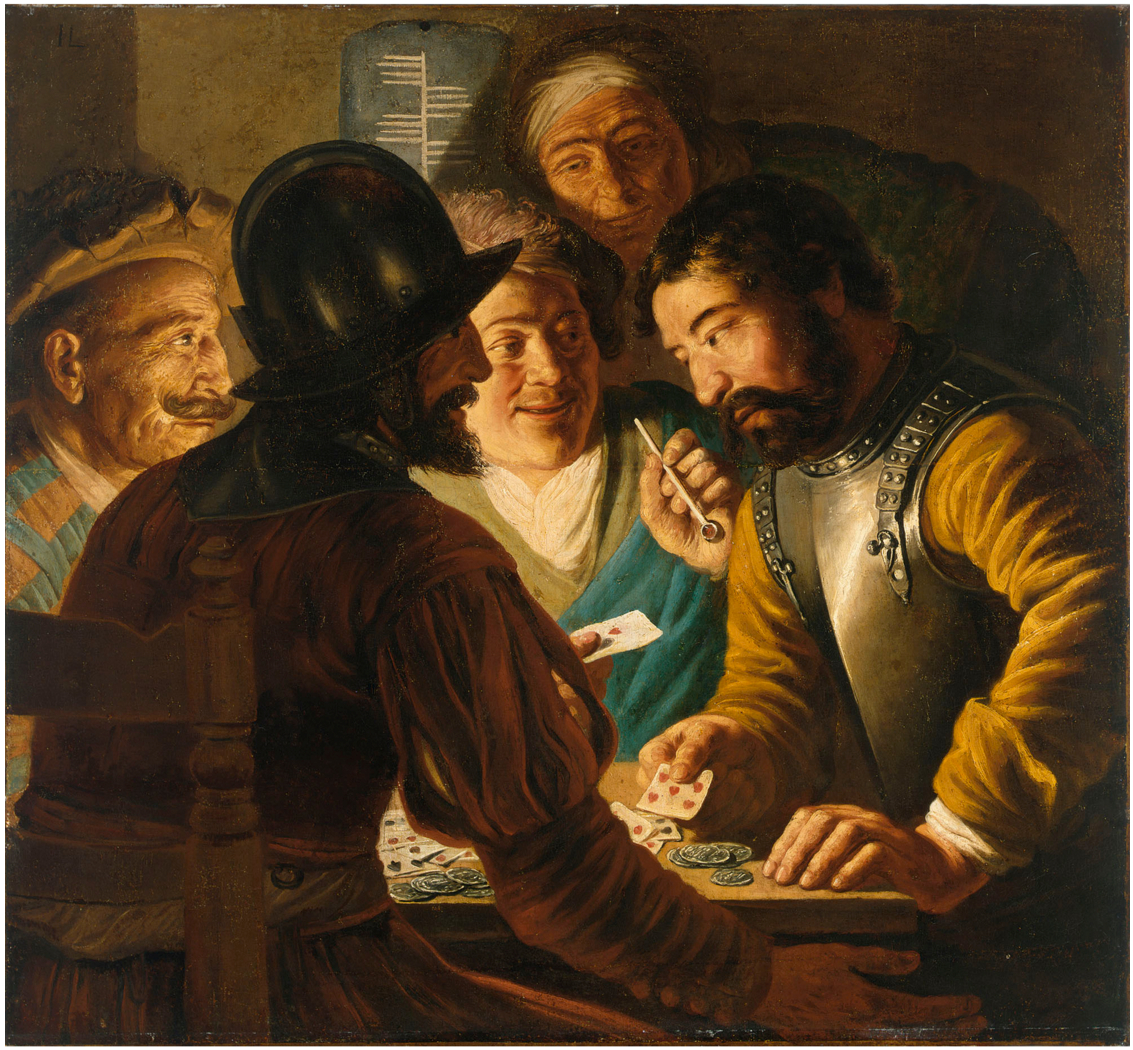
『カード遊びをする人々』(1623-24年)
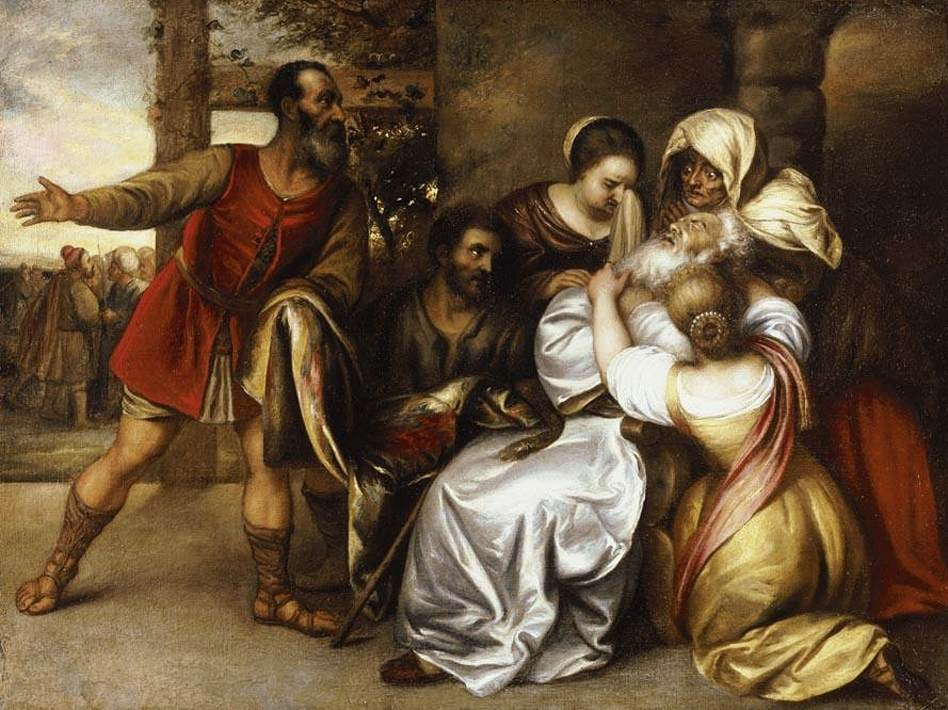
『血のついたヨセフの胴衣を見つけるヤコブ』
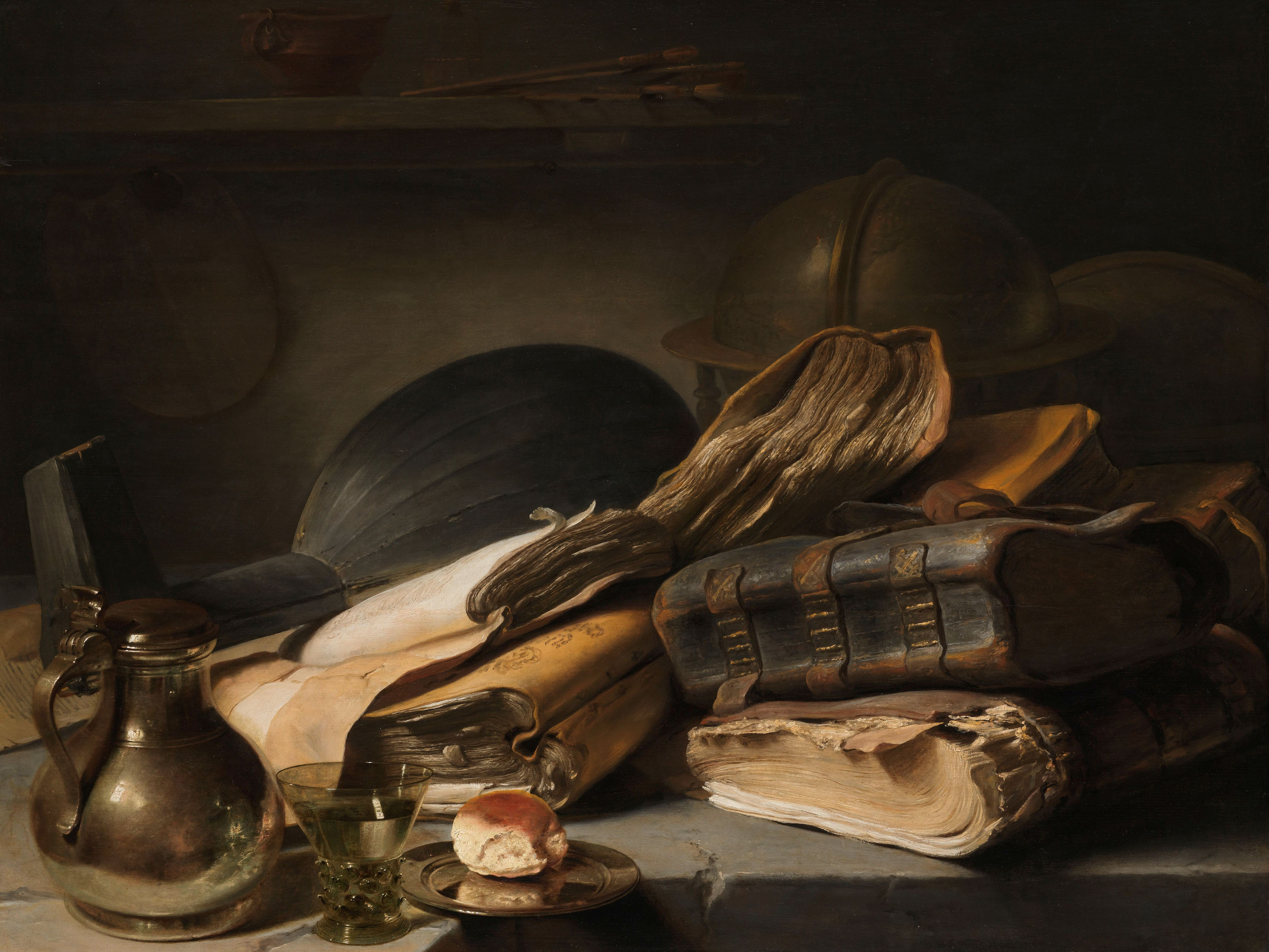
本のある静物画
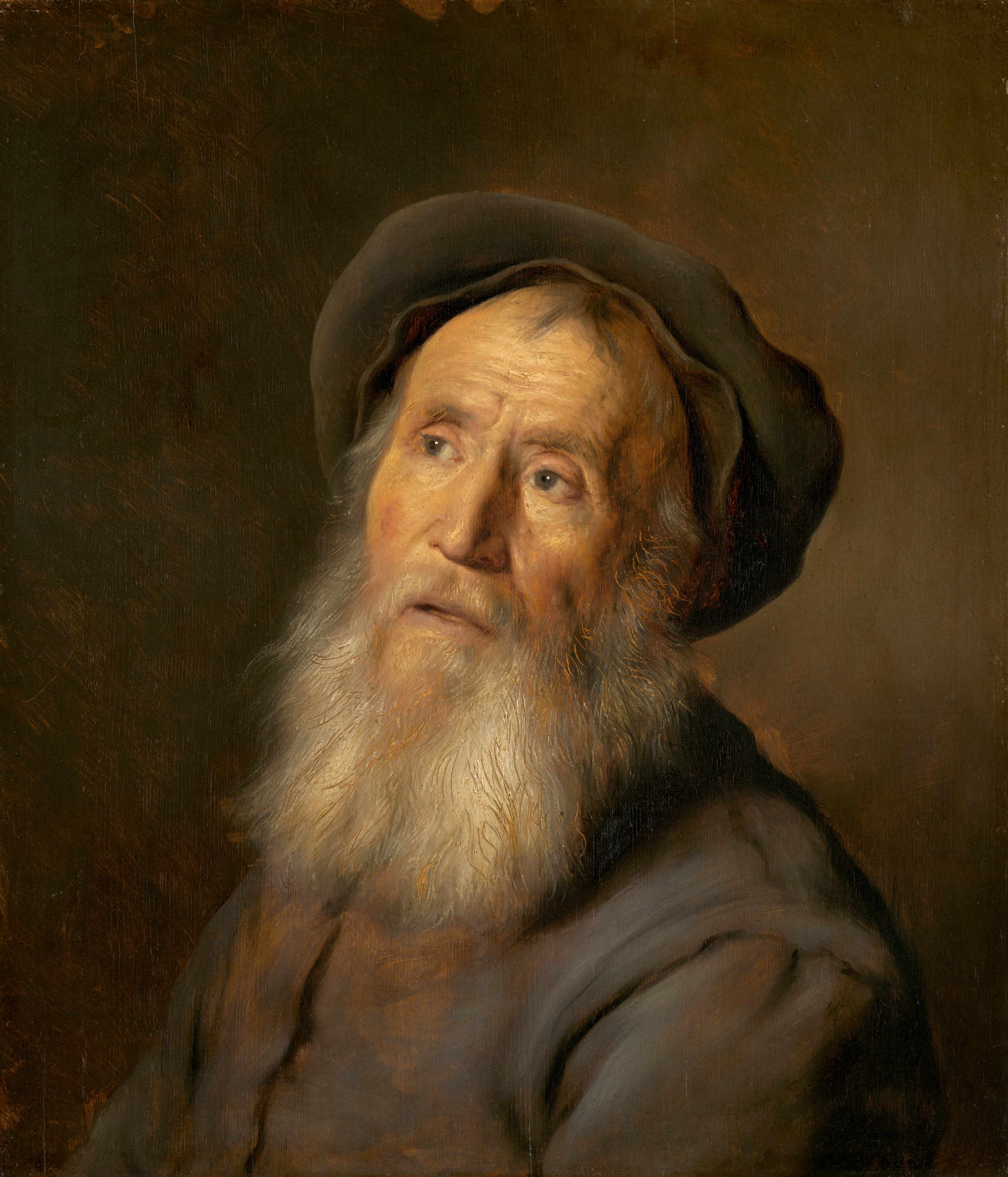
『ベレー帽を被った髭のある男』 (1630年)
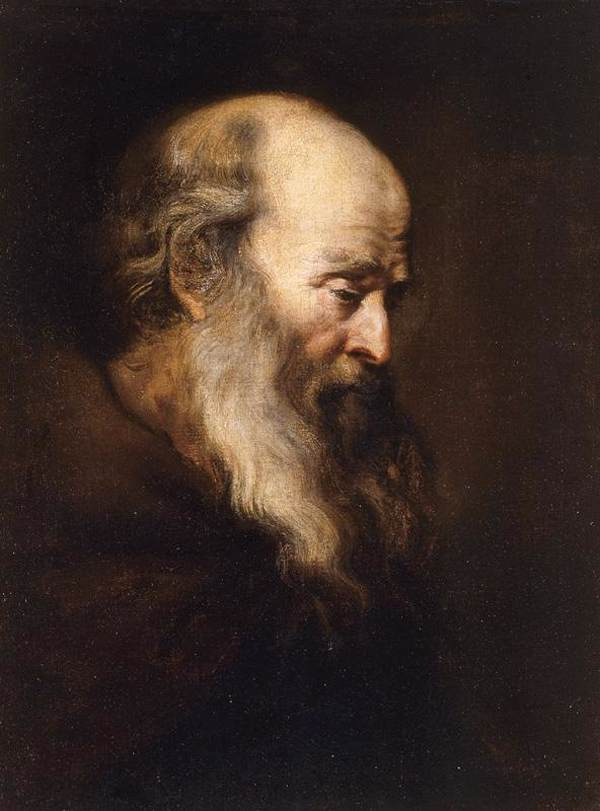
『老人の肖像』(1630年代)
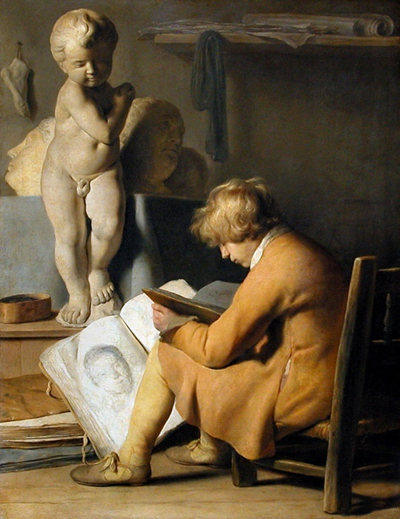
『アトリエの少年』 (1644年)
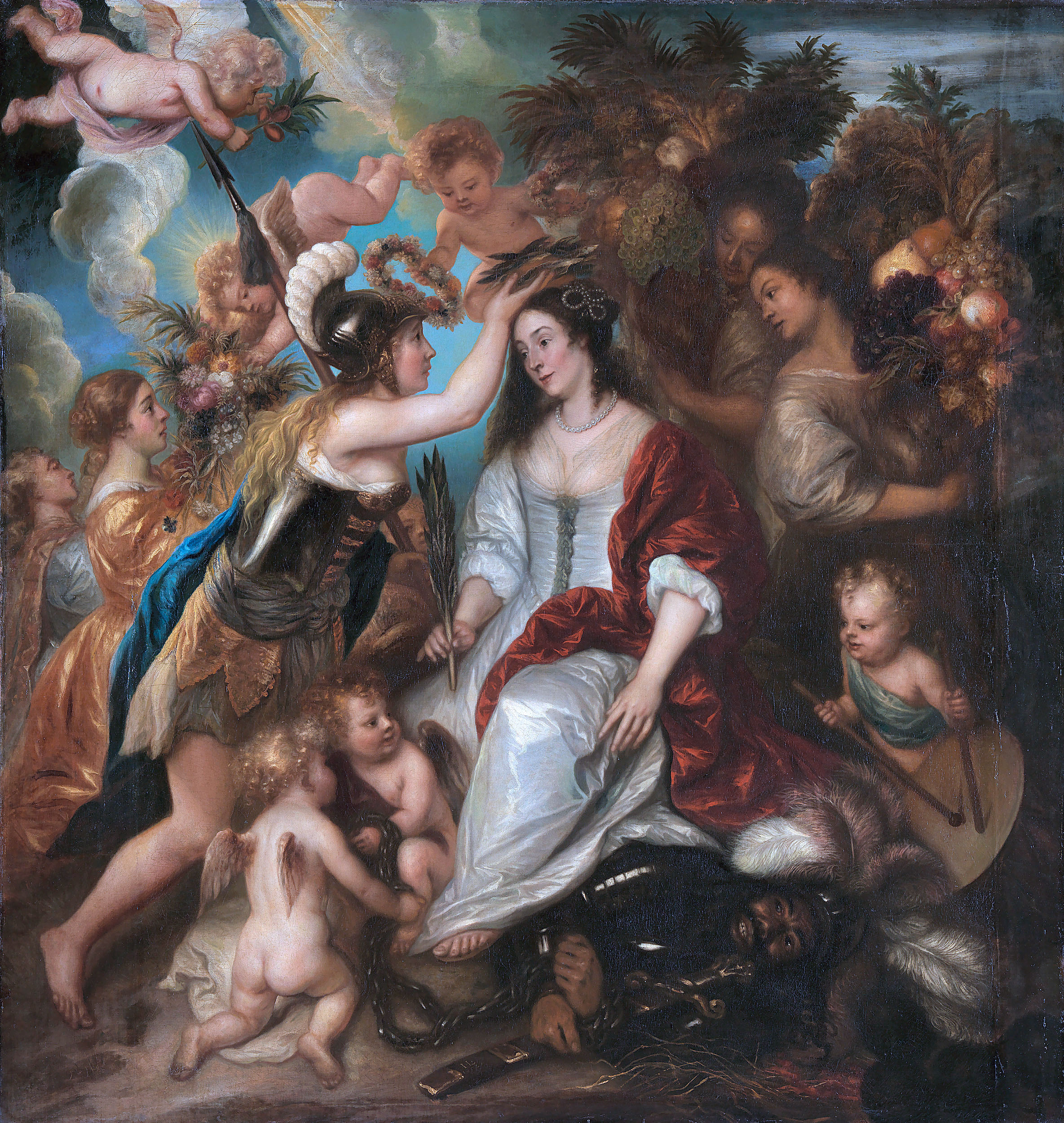
『平和の寓意』 (1652年)

## 参照
1. 1 2 3  Jan Lievensz. biography in De groote schouburgh der Nederlantsche konstschilders en schilderessen (1718) by Arnold Houbraken, courtesy of the w:Digital library for Dutch literature
2. ↑  Jan Lievens in the w:RKD
3. ↑  Mariet Westermann, Rembrandt 2000:39.